# Zaman (film)
Zaman is een Vlaamse politiefilm uit 1983 van Patrick Le Bon.

## Verhaal
Hervé Zaman is een integere, gedreven politierechercheur. Doordat hij zo opgaat in zijn werk, vervreemdt hij van zijn vrouw en van zijn kinderen uit zijn eerste huwelijk. In zijn onderzoek zit hij op het spoor van de machtige ondernemer Collas, die in verbinding staat met de louche nachtclubeigenaar Kaplan. Wanneer hij gekoppeld wordt aan de jonge, onbesuisde collega Frank, lijkt het onderzoek te ontsporen. Frank wordt gewond door een inschattingsfout van Zaman. Hij is echter vastbesloten om, ondanks de tegenwerking van zijn meerderen, een "grote vis" aan de haak te slaan.

## Kenmerken
De film, de derde van Patrick Le Bon, geldt als de eerste Vlaamse politiefilm en was vooruit op zijn tijd. De dialogen, geschreven door Le Bon en Paul Koeck, doen niet artificieel-literair aan, in tegenstelling tot de meeste Vlaamse films van die periode. Het stedelijke milieu met zijn kleine criminaliteit en de kwetsbaarheid van de mens achter de politieman worden mooi weergegeven.
De film was voor de milieuschildering van invloed op de latere BRT-televisiereeks Langs de Kade. 
Erik Van Looy noemde Zaman als inspiratiebron voor zijn film De zaak Alzheimer uit 2003 en verwerkte enkele dialooglijnen in het scenario van die film.

## Rolverdeling
| Acteur           | Personage                 |
| ---------------- | ------------------------- |
| Marc Janssen     | Hervé Zaman               |
| Herbert Flack    | Frank, collega van Zaman  |
| Gerda Lindekens  | Magda, vrouw van Zaman    |
| Mieke Bouve      | Cathy, dochter van Zaman  |
| Patrick Brabants | Bob, zoon van Zaman       |
| Herman Gilis     | Kaplan, nachtclubeigenaar |
| Walter Claessens | Collas                    |
| Ann Petersen     | Moe                       |
| Sylvia Sabbe     | Valerie                   |
| Paul 's Jongers  | commissaris               |
| Jan Moonen       | John                      |
| Alice Toen       | moeder van Anke           |
| Fred Van Kuyk    | De Vos                    |
| An Nelissen      | Franks vrouw              |
| Marilou Mermans  | Anke Felsenthal           |
| Dries Wieme      | schipper                  |
| Janine Bischops  | mevrouw De Vos            |
| Alex Cassiers    | barman in de Dallas       |